# Амриллаев, Муродулло Амониллоевич
Муродулло Амониллоевич Амриллаев (встречается также написание Амриллоев; 5 мая 1972, Душанбе) — советский, позже таджикский и российский шашист, многократный чемпион мира в индивидуальных и командных соревнованиях по русским и международным шашкам.
В 1993 году стал чемпионом мира по русским шашкам, выступая за Таджикистан. В 1995 году переехал в Россию. Международный гроссмейстер (1994), гроссмейстер России (1998). Член сборной России. Спортсмен профессионального шашечного клуба «Башнефть» (Уфа). Проживает в Стерлитамаке.
Окончил Уральскую государственную академию физической культуры (2003).
Тренер — Юрий Черток. Тренировался у Ш.-А. Усейнова (международные шашки) и Р. А. Норматова (русские шашки).

## Тренерская работа
В 1990-95 г. тренер-преподаватель ДЮСШОР Душанбе. В 16 лет выполнил норматив мастера спорта. Жил в Челябинске с 1995 г. В 1995-2004 г. преподавал в Челябинской областной очно-заочной школе шашек при Главном управлении образования администрации области, с января 1999 — в областной школе олимпийского резерва. Подготовил несколько гроссмейстеров России: Петра Чернышёва, Алексея Шонина, Дамира Рысаева.

## Титулы
- Чемпион мира по русским шашкам с классическим контролем времени 1993 года.
- Чемпион СССР среди юношей с классическим контролем времени 1988 года.
- Трёхкратный чемпион мира по русским шашкам (блиц) (1995, 2005, 2006[4]), чемпион мира по быстрым шашкам (2011)[5].
- Чемпион мира по международным шашкам в составе сборной России (2006)[6].
- Чемпион Европы по международным шашкам (блиц) в составе сборной России (2007)[7].
- Двукратный обладатель Кубка европейских чемпионов (2000, в составе команды «Нефтяник», Ишимбай; 2001, в составе команды «Башнефть», Ишимбай)[6].
- Трёхкратный победитель клубного чемпионата Европы по русским шашкам (2005—2006 в составе команды «Башнефть», Уфа[8]; 2008, в составе «Команды мечты», Челябинск[9]).
- Девятикратный обладатель Кубка Европейской конфедерации (2000—2001, 2004—2007, 2010, 2012) в составе команд «Нефтяник» (Ишимбай), «Башнефть» (Ишимбай) и «Башнефть» (Уфа)[6][10].
- Вице-чемпион мира (2011[11]) и Европы (2010[12]) по международным шашкам.
- Бронзовый (1998, 2007, 2008) призёр чемпионатов мира, бронзовый (2009, 2010) призёр чемпионата Европы по международным шашкам (блиц).
- Чемпион (2012), неоднократный серебряный (2006, 2010) и бронзовый (1997, 1998, 2000, 2008) призёр чемпионата России по международным шашкам.
- Чемпион мира в составе сборной России по международным шашкам, по быстрой программе и по блицу (2012 год).
- Чемпион мира среди клубов по русским шашкам, по классической программе, по быстрой программе и блиц (2012 год).
- Чемпион мира по блицу по международным шашкам в 2016 году.
- В 2017 году в составе сборной России занял первое место на командном чемпионате Европы по международным шашкам.
- В 2017 году в составе сборной России занял первое место в командном чемпионате мира по блицу по международным шашкам.